# Metaphycus melanostomus
Metaphycus melanostomus är en stekelart som först beskrevs av Timberlake 1916.  Metaphycus melanostomus ingår i släktet Metaphycus, och familjen sköldlussteklar. Arten är reproducerande i Sverige.